# Iwan Pawłowski (generał)
Iwan Grigoriewicz Pawłowski (ros. Иван Григорьевич Павловский, ur. 11 lutego?/24 lutego 1909 we wsi Tieriemkowcy na Podolu, obecnie w obwodzie chmielnickim, zm. 27 kwietnia 1999 w Moskwie) – radziecki generał armii, Bohater Związku Radzieckiego, wiceminister obrony narodowej ZSRR, wiceprzewodniczący Rady Najwyższej ZSRR.

## Życiorys
Był narodowości ukraińskiej. W 1929 skończył szkołę rolniczą, pracował jako agronom. Od 1931 żołnierz Armii Czerwonej, dowódca plutonu, następnie kompanii i batalionu. Absolwent Akademii Wojskowej im. Frunzego (1941). Od czerwca 1941 do sierpnia 1942 był szefem sztabu i dowódcą pułku piechoty podczas walk na Ukrainie, następnie do maja 1943 zastępcą dowódcy gwardyjskiej brygady strzeleckiej. Uczestnik walk w obronie Władykaukazu i Tuapse i walk o odbicie Krasnodaru na początku 1943. 1943-1945 dowódca 328 Dywizji Strzeleckiej Armii Czerwonej podczas walk na północnym Kaukazie i na Ukrainie, Białorusi i Polsce; uczestnik Operacji Bagration 1944. Dowodzona przez niego dywizja brała udział w zajmowaniu Radomyśla i Żytomierza, a w 1945 w operacji wiślańsko-odrzańskiej i pomorskiej, w tym w wyzwalaniu Warszawy (za co uzyskała miano Warszawskiej)
Po zakończeniu wojny mianowany generałem majorem i wysłany na studia do Akademii Sztabu Generalnego Sił Zbrojnych ZSRR im. K. Woroszyłowa (do 1948), następnie m.in. dowódca korpusu. W latach 1958–1961 zastępca dowódcy Zakaukaskiego Okręgu Wojskowego, od 1960 w stopniu generała pułkownika. 1961-1963 dowódca Okręgu Wojskowego Wołga, 1963-1967 dowódca Dalekowschodniego Okręgu Wojskowego. Od 1967 dowódca Wojsk Lądowych - zastępca ministra obrony ZSRR w stopniu generała armii. Na tym stanowisku dowodził wojskami radzieckimi podczas operacji Dunaj. 21 lutego 1969 otrzymał tytuł Bohatera Związku Radzieckiego. Członek Rady Najwyższej ZSRR, a 1962-1984 jej wiceprzewodniczący. 1971-1981 członek KC KPZR. Wraz z marszałkiem Nikołajem Ogarkowem ostrzegał przed radziecką interwencją w Afganistanie w 1979, wskutek czego został odwołany ze stanowiska dowódcy Wojsk Lądowych. Od 1992 na emeryturze. Honorowy obywatel Żytomierza (1974).

## Odznaczenia
- Złota Gwiazda
- Order Lenina (trzykrotnie, 29 maja 1945, 21 lutego 1969 i 21 lutego 1978)
- Order Czerwonego Sztandaru (sześciokrotnie, 29 maja 1943, 23 grudnia 1943, 25 sierpnia 1944, 12 lutego 1945, 13 czerwca 1952 i 22 lutego 1968)
- Order Żukowa (25 kwietnia 1995)
- Order Suworowa II klasy (25 stycznia 1944)
- Order Wojny Ojczyźnianej I stopnia (11 marca 1985)
- Order Czerwonej Gwiazdy (5 listopada 1946)
- Order „Za służbę Ojczyźnie w Siłach Zbrojnych ZSRR” II stopnia (22 lutego 1989)
- Order „Za służbę Ojczyźnie w Siłach Zbrojnych ZSRR” III stopnia (30 kwietnia 1975)
- Medal „Za zasługi bojowe”
- Medal „Za zwycięstwo nad Niemcami w Wielkiej Wojnie Ojczyźnianej 1941–1945”
- Medal „Za wyzwolenie Warszawy”
- Medal „Za zdobycie Berlina”
- Medal jubileuszowy „Dwudziestolecia zwycięstwa w Wielkiej Wojnie Ojczyźnianej 1941–1945”
- Medal jubileuszowy „Trzydziestolecia zwycięstwa w Wielkiej Wojnie Ojczyźnianej 1941–1945”
- Medal jubileuszowy „Czterdziestolecia zwycięstwa w Wielkiej Wojnie Ojczyźnianej 1941–1945”
- Medal jubileuszowy „50-lecia zwycięstwa w Wielkiej Wojnie Ojczyźnianej 1941–1945”
- Krzyż Komandorski z Gwiazdą Orderu Odrodzenia Polski (PRL, 1968)[3]
- Krzyż Walecznych (Polska)
- Medal za Warszawę 1939–1945 (Polska)
- Medal za Odrę, Nysę, Bałtyk (Polska)

I inne odznaczenia radzieckie/rosyjskie i zagraniczne.